# Clifton (Bristol)
Clifton is een voorstad van Bristol, in het Engelse graafschap Bristol. De plaats telt 10.293 inwoners.
Tot 1898 was Clifton een aparte civil parish, maar sinds ongeveer 1830 maakte het feitelijk al deel uit van de stad Bristol. Hoewel Clifton geen formele grenzen heeft, wordt het gewoonlijk beschouwd als het hoger gelegen gebied van Whiteladies Road in het oosten tot de rand van de Avon Gorge in het westen, en van Clifton Down en Durdham Down in het noorden tot Cornwallis Crescent in het zuiden. 
Het is een van de oudste en meest welgestelde delen van Bristol. Veel huizen zijn gebouwd van geld dat verdiend was met de handel in tabak en slaven. De roman A Respectable Trade (1992) van Philippa Gregory, die over slavernij gaat, speelt zich hier gedeeltelijk af. 
Een groot deel van de bebouwing bestaat uit huizenrijen met drie of meer lagen, terraces in het Engels. Een van de bekendste terraces is Royal York Crescent, gebouwd tussen 1791 en 1820, een van de duurste straten van Bristol. Eugénie de Montijo (1826-1920), de echtgenote van Napoleon III (de laatste keizer van Frankrijk), zat hier op een particuliere school. 
Clifton is bereikbaar vanuit het nabijgelegen graafschap Somerset met een beroemde hangbrug, de Clifton Suspension Bridge, die gereedkwam in 1864.
Er zijn verschillende televisieseries opgenomen in Clifton, onder andere de series Shoestring, Mistresses, Skin, Casualty en Being Human. Ook de in Nederlandssprekende contreien bekende serie The House of Eliott werd hier grotendeels gefilmd. Films die in Clifton zijn opgenomen zijn onder meer The Truth about Love en The Foolish Things (2005), Starter for 10 (2006, opgenomen op Royal York Crescent), maar ook Some People uit 1962 over ontsporende jongeren speelde zich in en om Clifton af. 

## Geboren
- Alexander Wollaston (1875-1930), ontdekkingsreiziger
- Adjoa Andoh (1963), actrice

## Overleden
- Mary Anne Schimmelpenninck (1778-1856), schrijver

## Galerij

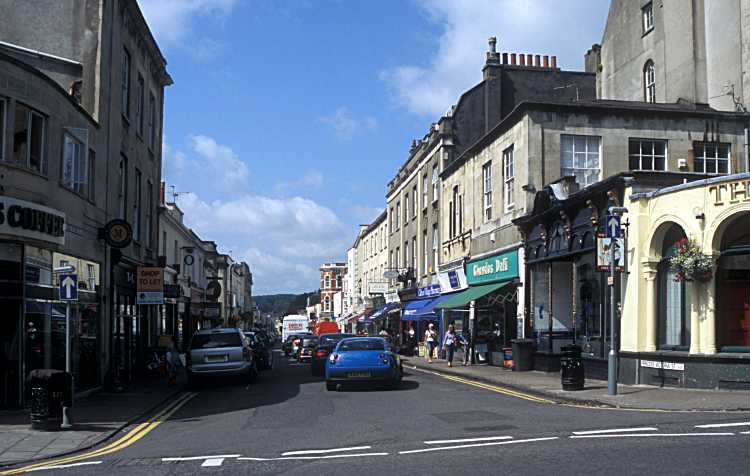
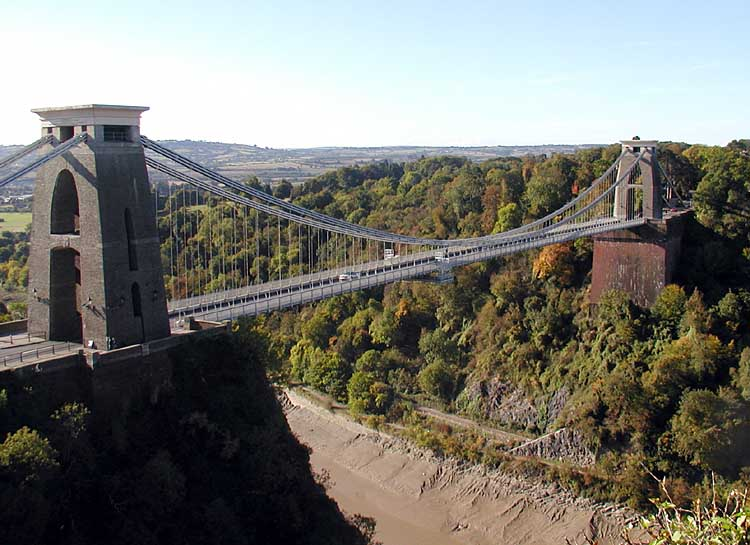
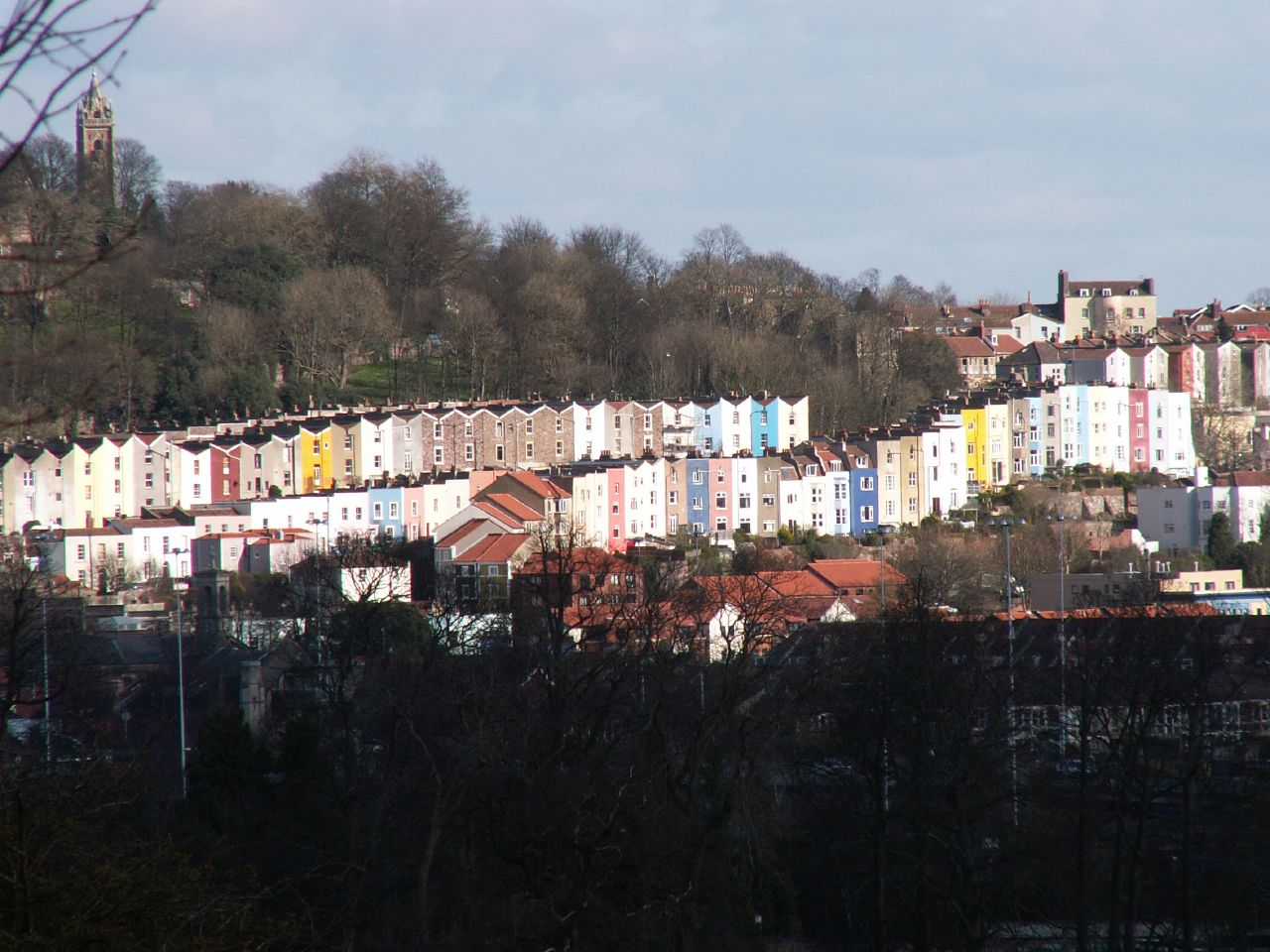